# 彭氏黎明蟹
彭氏黎明蟹（学名：Matuta banksii），原屬馒头蟹科黎明蟹属，今屬饅頭蟹總科黎明蟹科黎明蟹屬，但WoRMS不承認，認為本物種跟紅點月神蟹只是同種異名。分布于波利尼西亚、澳大利亚、印度尼西亚、印度、伊朗西部、红海、南非、台湾以及中国大陆的广东、海南岛等地，生活环境为海水，常生活于低潮线以下的泥沙质海底上。